# Microphthalma ruficeps
Microphthalma ruficeps är en tvåvingeart som beskrevs av Aldrich 1926. Microphthalma ruficeps ingår i släktet Microphthalma och familjen parasitflugor. Inga underarter finns listade i Catalogue of Life.